# Rimska ploča
Rimska ploča je jedanaesti samostalni studijski album Arsena Dedića kojeg izdaje diskografska kuća PGP RTB. Album je sniman u Zagrebu i Rimu u oktobru 1978 a izdat 1979 godine.

## Sadržaj albuma
1. "Gabrijela" - 02:44
2. "Zaboravlja se..." - 03:28
3. "Da su me ukrali Cigani" - 02:47
4. "Tebi je lako" - 03:54
5. "Moj klavir" - 02:42
6. "Vlakom prema jugu" - 02:15
7. "Nježnost u mraku" - 03:49
8. "Foliranti" - 02:21
9. "Zagrli me" - 03:38
10. "Odlazak" - 03:02

## Zanimljivosti
- 1977 Zdravko Čolić na svom drugom samostalnom albumu Ako Priđes Bliže peva Arsenovu Zagrli me.
- Za sve pesme na albumu Arsen je napisao muziku dok tekstove potpisuje četiri numere: Gabrijela, Vlakom Prema Jugu, Nježnosti U Mraku i Zagrli Me
- Za pesmu Odlazak korišćeni su stihovi istoimene pesme Tina Ujevića